# إل. س. دان
إل. س. دان (بالإنجليزية: L. C. Dunn)‏ هو عالم وراثة أمريكي، ولد في 2 نوفمبر 1893 في بوفالو في الولايات المتحدة، وتوفي في 19 مارس 1974 في نيويورك في الولايات المتحدة.